# Рец (Немачка)
Рец (њем. Rötz) град је у њемачкој савезној држави Баварска. Једно је од 38 општинских средишта округа Кам. Према процјени из 2010. у граду је живјело 3.497 становника. Посједује регионалну шифру (AGS) 9372154.

## Географски и демографски подаци
Рец се налази у савезној држави Баварска у округу Кам. Град се налази на надморској висини од 453 метра. Површина општине износи 66,7 km². У самом граду је, према процјени из 2010. године, живјело 3.497 становника. Просјечна густина становништва износи 52 становника/km².